# Samira Tawfiq
Samira Krimona Gastin conhecida pelo seu nome artistico Samira Tawfiq ( Al Zemaizeh, Beirute, Líbano em 25 de setembro de 1935) (do Árabe سميرة توفيق) é uma famosa cantora libanesa e atriz.

## Biografia
Samira não conseguiu a fama que ele queria no Líbano, especialmente em face da concorrência de grandes nomes como Fairuz, Nasri Shamseddine, Sabah e Wadih Al Safi, em seguida, decidiu mudar-se para a Jordânia e iniciar sua carreira produzindo músicas para o rádio e também era jordaniano rádios emitido pela Síria.

## Carreira Artística
Samira era famoso por interpretar canções em dialeto beduíno e dialeto jordaniano, que deu uma cor especial. Seu vestido era sempre colorido e estilo cigano.
Samira colaborou e trabalhou com grandes músicos e poesia árabe como Suad Mohammed, Leila Mourad, Mohammed Mohsen, Elías Rahbani, Melhem Barakat, Elie Shuweiry, Philemon Wehbe, entre outros. Também trabalhou em vários filmes clássicos do Cinema árabe. Ele deu vários concertos em especial nos países árabes, África, Inglaterra, França, Austrália, etc.